# Belize aux Jeux olympiques d'été de 2016
Le Belize participe aux Jeux olympiques d'été de 2016 à Rio de Janeiro au Brésil du 5 août au 21 août. Il s'agit de sa 12e participation à des Jeux d'été.

## Athlétisme
| Athlète       | Épreuve      | Série    | Série | Demi-finale | Demi-finale | Finale   | Finale  |
| Athlète       | Épreuve      | Résultat | Rang  | Résultat    | Rang        | Résultat | Rang    |
| ------------- | ------------ | -------- | ----- | ----------- | ----------- | -------- | ------- |
| Brandon Jones | 200 m hommes | 21 s 49  | 8e    | Éliminé     | Éliminé     | Éliminé  | Éliminé |
| Katy Sealy    | 100 m haies  | 15 s 79  | 7e    | Éliminé     | Éliminé     | Éliminé  | Éliminé |